# Terpentyna wenecka
Terpentyna wenecka nazywana balsamem modrzewiowym – gęsta, bardzo lepka ciecz o konsystencji świeżego miodu i barwie od słomkowej do jasnobrązowej. Zapach czystej terpentyny weneckiej jest bardzo specyficzny, ziołowo-żywiczny, bywa postrzegany jako bardzo miły, ale też – przez niektórych – przykry.
Zawiera – podobnie jak inne balsamy – pinen i kwas abietynowy, a także dużą ilość ciał lotnych o złożonym składzie. Rozpuszcza się w alkoholu etylowym, olejku terpentynowym, acetonie i benzenie, a na gorąco miesza się z olejami; w wodzie jest praktycznie nierozpuszczalna. Na wolnym powietrzu wysycha, tworząc twardą, przejrzystą, trudno rozpuszczalną masę o zielonkawo-miodowym odcieniu.
Terpentyna wenecka jest produkowana z oczyszczonej płynnej żywicy modrzewia europejskiego (larix decidua; zawartości tej żywicy zawdzięcza drewno modrzewiowe swoją ogromną trwałość i odporność na wpływy atmosferyczne). Dawniej "terpentyną wenecką" nazywano też balsamy z kosodrzewiny (pinus mugo w odmianie alpejskiej), o wyraźnie gorszych właściwościach od balsamu modrzewiowego.
Terpentyna wenecka jest jednym z najcenniejszych składników mediów i werniksów malarskich w technice olejnej i temperowo-olejnej. Szczególnie chętnie była używana we Włoszech od XVI w. w postaci medium żywiczno-olejnego (zazwyczaj zawierającego w różnych proporcjach terpentynę wenecką, olej lniany i zwykłą sosnową terpentynę). Mniej popularna była na północy Europy, prawdopodobnie z powodu bardzo wysokiej ceny i wynikających stąd fałszerstw, polegających głównie na dodawaniu roztworów tanich żywic takich jak kalafonia (była jednak ulubionym medium Rubensa i jego naśladowców).
Jest do dziś ceniona z powodu nadawania szczególnych cech mediom których jest składnikiem; według wielu malarzy wygładza i ułatwia swobodne pociągnięcia pędzlem, nadaje delikatność i miękkość przejściom barwnym, a także nadaje farbom olejnym wyjątkową konsystencję, sprzyjającą zarówno modelowaniu bardzo drobnych szczegółów, jak i malowaniu dużych, jednolitych płaszczyzn; dotyczy to zwłaszcza olejnych technik laserunkowych. W malowaniu impastami nadużywanie jej może prowadzić do rozpływania się śladów pędzla i nieoczekiwanych efektów mieszania sąsiadujących barw. W niewielkich ilościach bardzo korzystnie wpływa na właściwości emulsji temperowej. Używana też bywa jako składnik werniksów, zwłaszcza retuszerskich i pośrednich. Do werniksów końcowych niezbyt się nadaje (mimo trwałości i twardości) ze względu na silne przyleganie do podłoża, trudną rozpuszczalność i stosunkowo długi czas wysychania.
Terpentyna wenecka bywa też stosowana do dzisiaj jako cenny składnik laków kwasoodpornych w grafice warsztatowej (np. w akwaforcie); jest także często używana w konserwatorstwie do tzw. dublowania podłoży malarskich.
Do XIX wieku terpentyna wenecka bywała używana jako składnik lekarstw, gł. maści i okładów, stosowanych przy egzemach i owrzodzeniach, a także wewnętrznie, w postaci roztworów alkoholowych, jako lekarstwo na gruźlicę i inne choroby płucne. Używano jej też w niewielkich ilościach do produkcji likierów i nalewek ziołowych, prawdopodobnie ze względu na zapach i ostry, piekąco-korzenny smak.